# Filenchus helenae
Filenchus helenae är en rundmaskart. Filenchus helenae ingår i släktet Filenchus, och familjen Tylenchidae. Arten är reproducerande i Sverige.